# Frank Vercauteren
Frank Vercauteren, conegut com a Franky Vercauteren, (Sint-Jans-Molenbeek, 28 d'octubre de 1956) és un exfutbolista belga de la dècada de 1980 i posteriorment entrenador.
Fou 63 cops internacional amb la selecció belga de futbol, amb la qual disputà els Mundials de 1982 i 1986 i l'Eurocopa de 1984. Pel que fa a clubs, defensà els colors del RSC Anderlecht amb qui guanyà dues Recopes europees, una Copa de la UEFA, i dues supercopes d'Europa. Més tard destacà al FC Nantes i Molenbeek.
Com a entrenador ha destacat al KV Mechelen, Anderlecht, la selecció belga, KRC Genk, o Krylia Sovetov Samara.

## Palmarès
Com a jugador
Anderlecht
- Lliga belga de futbol:
  - 1980-81, 1984-85, 1985-86, 1986-87
- Copa belga de futbol:
  - 1975, 1976
- Supercopa belga de futbol:
  - 1985, 1987
- Recopa d'Europa de futbol:
  - 1975-76, 1977-78
- Copa de la UEFA:
  - 1982-83
- Supercopa d'Europa de futbol:
  - 1976, 1978

Com a entrenador
Anderlecht
- Lliga belga de futbol:
  - 2005-06, 2006-07
- Supercopa belga de futbol:
  - 2006, 2007

Genk
- Lliga belga de futbol:
  - 2010-11
- Supercopa belga de futbol:
  - 2011

Krylia Sovetov
- Segona Divisió russa:
  - 2014-15